# Sint-Odulfuskapel

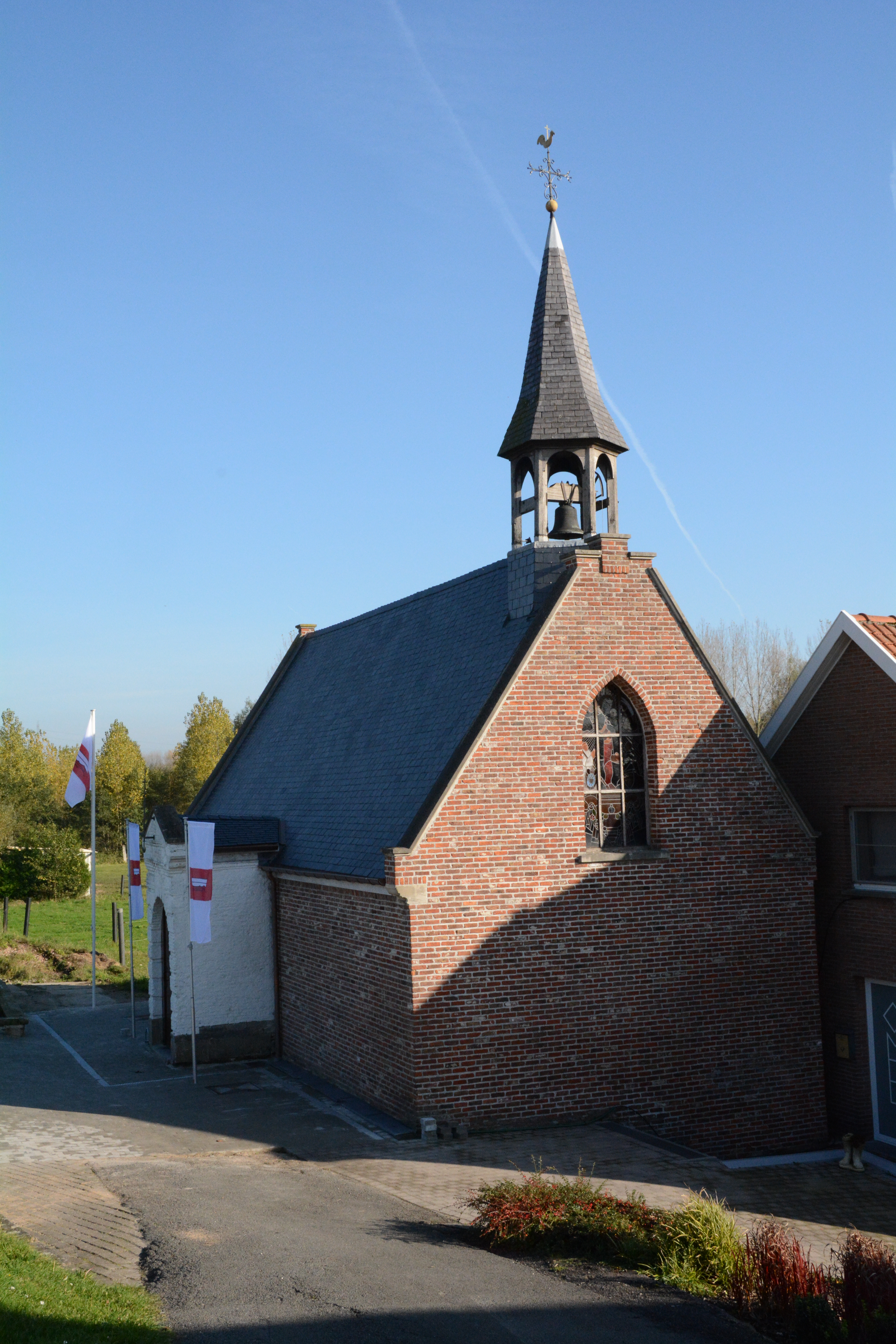
Sint-Odulfuskapel

De Sint-Odulfuskapel is een kapel in de Oost-Vlaamse stad Dendermonde, gelegen aan de Sint-Onolfsdijk.

## Geschiedenis
In 1328 was er al sprake van een kapel op deze plaats. Tijdens de godsdiensttwisten (1579-1580) werd de kapel zwaar beschadigd en omstreeks 1623 werd zij herbouwd. Tussen 1975 en 1979 werd de kapel gerestaureerd.

## Gebouw
Het betreft een georiënteerde bakstenen kapel op rechthoekige plattegrond. Op het zadeldak bevindt zich een zeskantige houten dakruiter waarin een 17e-eeuws klokje hangt. Het toegangsportaal is mogelijk in 1849 aangebracht. De kapel bevindt zich in het buitengebied ten noordwesten van de stadskom, nabij de Schelde.

## Interieur
Het altaar is mogelijk uit het laatste kwart van de 18e eeuw. De kapel bezit gepolychromeerd houten beelden van omstreeks 1700, voorstellende Sint-Antonius Abt en Sint-Odulfus. De glas-in-loodramen zijn uit het vierde kwart van de 20e eeuw.